# Sleipner (olje- och gasfält)

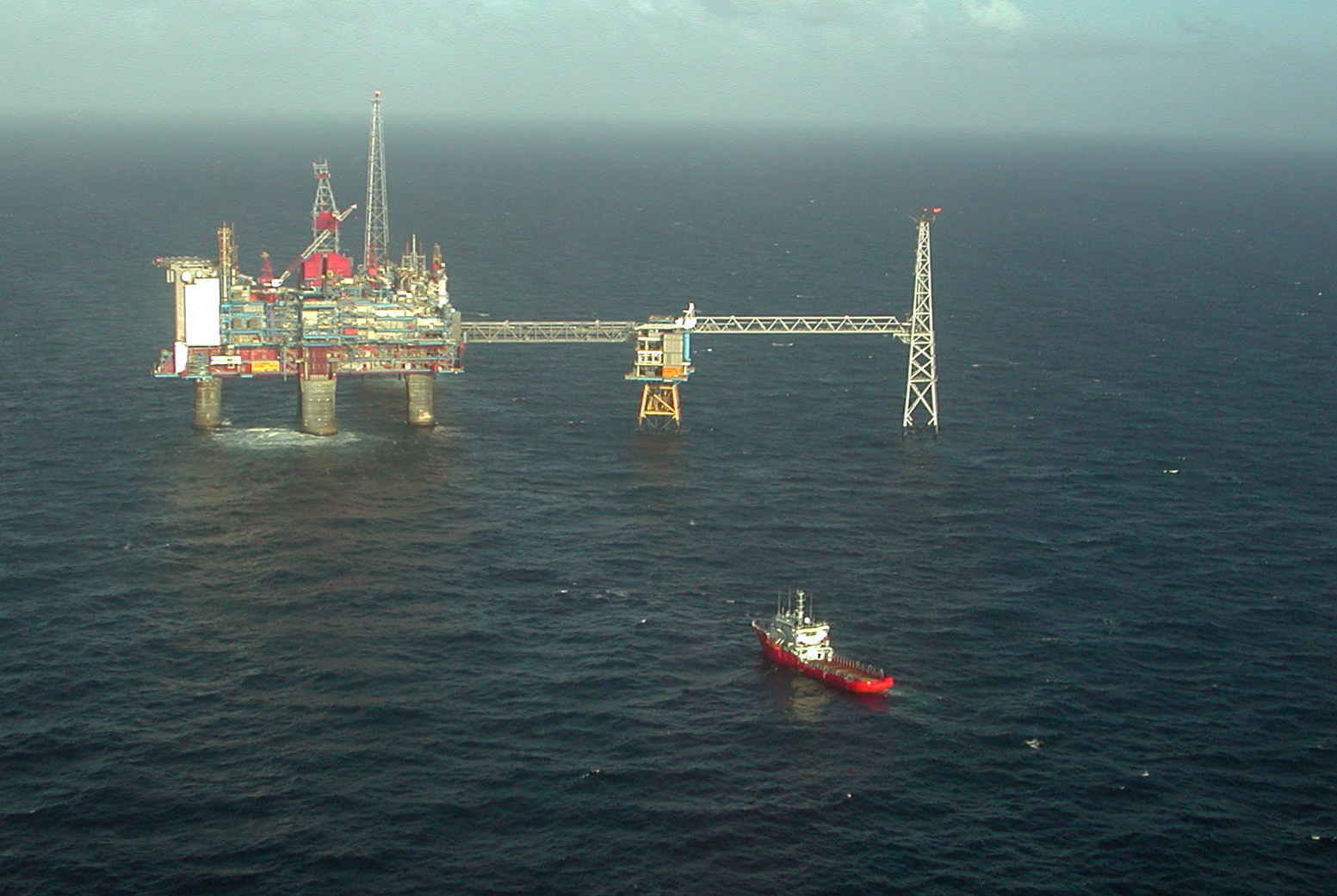
Sleipner Øst-plattformen i Nordsjön

Sleipner är ett kombinerat olje- och gasfält i Nordsjön. Det består av två delar, Sleipner Vest och Sleipner Øst. Operatör för fältet är det norska bolaget Equinor. Sedan 1996 har koldioxidlagringsteknologi använts för att minska koldioxidutsläppen vid fältet. Cirka en miljon ton koldioxid per år har avskiljts ur naturgasen och lagrats i den underliggande Utsiraformationen. Det har inte skett för att minska utsläppen av klimatgaser, utan för att naturgasen i Sleipnerfältet innehåller för mycket koldioxid för att kunderna vill ta emot den utan att den rensas. Naturgasen i Sleipnerfältet innehåller 9,5 procent koldioxid. Genom att få den att reagera med det kemiska ämnet amin, minskas andelen till 2,5 procent. Koldioxiden behandlas i ett slutet system där aminprocessen leder till ett tryckfall. Det frigör energi som driver två generatorer på plattformen. 
Sleipnerplattformen har en nyckelroll för den norska gasexporten, eftersom det är en knutpunkt mellan flera gasrörledningar som innehåller gas från stora fält som Ormen Lange. På Sleipnerplattformen kan Norge välja vilken gasmarknad de vill exportera till, Storbritannien eller Europa.
När Sleipner-plattformen skulle byggas skedde en felberäkning som gjorde att hela betongdelen av plattformen sjönk i Gandsfjorden i augusti 1991, då den skulle trycktestas. En ny betongdel var färdig i juni 1993.
Ägarfördelningen på Sleipner Øst är: Equinor 59,60 %. ExxonMobil 30,40%, Total, 10,00%
Ägarfördelningen på Sleipner Vest är: Equinor 58,35 % ExxonMobil 32,24 %, Total 9,41 %